# Clean feed

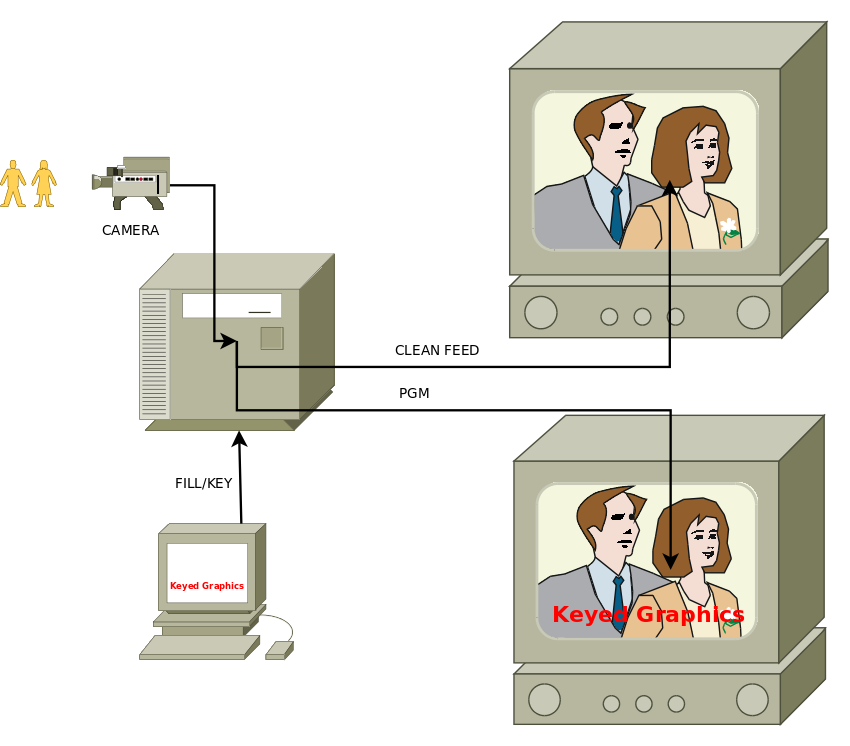
Rappresentazione schematica delle uscite di un mixer video. La grafica viene intarsiata solo sul segnale di Program.

In televisione, il clean feed è un segnale generato dal mixer video. Questo segnale è molto simile al Program, cioè al segnale completo in uscita dal mixer, ma è privo degli eventuali segnale di chiave inseriti su di esso.

## Applicazioni
L'uso principale del clean feed è la produzione di un programma con la presenza della grafica o meno. Questo è un requisito essenziale in gran parte della produzione sportiva. Per esempio una partita di calcio può venire prodotta con la grafica caratteristica dell'emittente, ma è spesso necessario conservare una copia della partita senza grafica, per impieghi successivi, come la realizzazione di un notiziario oppure la vendita delle immagini. Può darsi anche il caso che la partita sia prodotta contemporaneamente da più emittenti, e realizzata da una singola regia. La regia principale genera un segnale contenente la grafica dell'emittente principale, e consegna il clean feed alle altre, che lo integrano con proprie telecamere, propri replay e, ovviamente, con la propria grafica caratteristica. Le riprese del campionato italiano di calcio sono prodotte in questo modo.

## Generazione del segnale
I mixer progettati prima degli anni novanta non prevedono di norma la generazione del clean feed, in quanto solo in epoca recente le esigenze produttive, legate soprattutto ai diritti sulle riprese sportive, hanno reso necessario questo tipo di segnale. Se necessario, si ricorreva a DSK esterni, in qualche caso, alle uscite monitorie del mixer. Per esempio, il diffuso Ampex Vista, a due banchi, aveva un'uscita monitoria del primo banco effetti, utilizzabile come clean feed, mentre il secondo banco, con il rientro del primo e le proprie chiavi, generava il segnale completo.
I mixer moderni hanno uscite dedicate al clean feed, e a seconda del livello di sofisticazione possono permettere svariate configurazioni. Per esempio, sono possibili due o più flussi clean feed con un numero variabile di chiavi comunque presenti. Questo perché alcuni tipi di grafica sono comuni a tutti gli utilizzi, e vengono comunque conservati anche sul clean feed. Per esempio, una finestra che nella pallacanestro indica il tempo che manca all'infrazione dei 24 secondi è realizzata con una chiave comune a tutti i segnali.